# 1875
| [ Edytuj tabelę ]              | |
| Król Polski (tytularny)        | - 1855 Aleksander II Romanow 1881 |
| Emir Afganistanu               | - 1867 Szer Ali Chan 1879 |
| Współksiążęta Andory           | - 1853 Josep Caixal i Estradé 1879 - 1873 Patrice Mac-Mahon 1879                                                                                           |
| Prezydent Argentyny            | - 1874 Nicolás Avellaneda 1880 |
| Cesarz Austrii                 | - 1848 Franciszek Józef I 1916 |
| Król Bawarii                   | - 1864 Ludwik II 1886 |
| Król Belgów                    | - 1865 Leopold II 1909 |
| Premier Belgii                 | - 1871 Jules Malou 1878 |
| Prezydent Boliwii              | - 1874 Tomás Frías 1876 |
| Cesarz Brazylii                | - 1831 Pedro II 1889 |
| Sułtan Brunei                  | - 1852 Abdul Momin 1885 |
| Prezydent Chile                | - 1871 Federico Errázuriz Zañartu 1876 |
| Cesarz Chin                    | - 1861 Tongzhi 1875 - 1875 Guangxu 1908 |
| Król Czech                     | - 1848 Franciszek Józef I 1916 |
| Król Danii                     | - 1863 Chrystian IX 1906 |
| Premier Danii                  | - 1874 Christen Andreas Fonnesbech 1875 - 1875 Jacob Brønnum Scavenius Estrup 1894                                                                         |
| Dalajlama                      | - 1857 Trinlej Gjaco 1875 |
| Prezydent Dominikany           | - 1874 Ignacio María González 1876 |
| Władca Egiptu                  | - 1863 Isma’il Pasza 1879 |
| Premier Egiptu                 | - 1872 Taufik Pasza 1878 |
| Prezydent Ekwadoru             | - 1869 Gabriel García Moreno 1875 - 1875 Francisco León Franco 1875 - 1875 José Javier Eguiguren 1875 - 1875 Rafael Pólit 1875 - 1875 Antonio Borrero 1876 |
| Cesarz Etiopii                 | - 1871 Jan IV Kassa 1889 |
| Prezydent Francji              | - 1873 Patrice Mac-Mahon 1879 |
| Premier Francji                | - 1874 Ernest Courtot de Cissey 1875 - 1875 Louis Buffet 1876                                                                                              |
| Król Grecji                    | - 1863 Jerzy I 1913 |
| Prezydent Gwatemali            | - 1873 Justo Rufino Barrios 1885 |
| Prezydent Haiti                | - 1874 Michel Domingue 1876 |
| Król Hawajów                   | - 1874 Kalākaua 1891 |
| Król Hiszpanii                 | - 1874 Alfons XII 1885 |
| Premier Hiszpanii              | - 1874 Antonio Cánovas del Castillo 1875 - 1875 Joaquín Jovellar 1875 - 1875 Antonio Cánovas del Castillo 1879                                             |
| Król Holandii                  | - 1849 Wilhelm III 1890 |
| Premier Holandii               | - 1874 Jan Heemskerk 1877 |
| Prezydent Hondurasu            | - 1873 Ponciano Leiva Madrid 1876 - 1875 José María Medina (p.o.) 1876                                                                                     |
| Szach Iranu                    | - 1848 Naser ad-Din Szah 1896 |
| Król Irlandii                  | - 1837 Wiktoria Hanowerska 1901 |
| Cesarz Japonii                 | - 1867 Mutsuhito 1912 |
| Kalif                          | - 1861 Abdülaziz 1876 |
| Premier Kanady                 | - 1873 Alexander Mackenzie 1878 |
| Emir Kataru                    | - 1847 Muhammad ibn Sani 1878 |
| Prezydent Kolumbii             | - 1874 Santiago Pérez 1876 |
| Patriarcha Konstantynopola     | - 1873 Joachim II 1878 |
| Władca Korei                   | - 1863 Kojong 1907 |
| Prezydent Kostaryki            | - 1870 Tomás Guardia Gutiérrez 1876 |
| Emir Kuwejtu                   | - 1866 Abd Allah II 1892 |
| Prezydent Liberii              | - 1872 Joseph Jenkins Roberts 1876 |
| Książę Liechtensteinu          | - 1858 Jan II Dobry 1929 |
| Wielki książę Luksemburga      | - 1849 Wilhelm III 1890 |
| Premier Luksemburga            | - 1874 Baron de Blochausen 1885 |
| Sułtan Maroka                  | - 1873 Hassan I 1894 |
| Prezydent Meksyku              | - 1872 Sebastián Lerdo de Tejada 1876 |
| Książę Monako                  | - 1856 Karol III 1889 |
| Król Nepalu                    | - 1847 Surendra 1881 |
| Premier Nepalu                 | - 1857 Jang Bahadur Rana 1877 |
| Cesarz Niemiec                 | - 1871 Wilhelm I Hohenzollern 1888 |
| Kanclerz Niemiec               | - 1871 Otto von Bismarck 1890 |
| Prezydent Nikaragui            | - 1871 José Vicente Quadra Lugo 1875 - 1875 Pedro Joaquín Chamorro Alfaro 1879                                                                             |
| Król Norwegii                  | - 1872 Oskar II 1905 |
| Premier Nowej Zelandii         | - 1873 Julius Vogel 1875 - 1875 Daniel Pollen 1876 |
| Sułtan Omanu                   | - 1870 Turki ibn Sa’id 1888 |
| Papież                         | - 1846 Pius IX 1878 |
| Prezydent Paragwaju            | - 1874 Juan Bautista Gill 1877 |
| Prezydent Peru                 | - 1872 Manuel Pardo 1876 |
| Król Portugalii                | - 1861 Ludwik 1889 |
| Król Prus                      | - 1861 Wilhelm I 1888 |
| Car Rosji                      | - 1855 Aleksander II 1881 |
| Książę Rumunii                 | - 1866 Karol I 1881 |
| Premier Rumunii                | - 1871 Lascăr Catargiu 1876 |
| Król Saksonii                  | - 1873 Albert I Wettyn 1902 |
| Prezydent Salwadoru            | - 1871 Santiago González Portillo 1876 |
| Kapitanowie Regenci San Marino | - 1874 Gaetano Simoncini Domenico Fattori 1875 - 1875 Palamede Malpeli Luigi Pasquali 1875 - 1875 Pietro Tonnini Giuseppe Giacomini 1876                   |
| Książę Serbii                  | - 1868 Milan I Obrenowić 1882 |
| Prezydent Szwajcarii           | - 1875 Johann Jakob Scherer 1875 |
| Król Szwecji                   | - 1872 Oskar II 1907 |
| Król Tajlandii                 | - 1868 Chulalongkorn 1910 |
| Król Tonga                     | - 1875 Jerzy Tupou I 1893 |
| Sułtan Turków                  | - 1861 Abdülaziz 1876 |
| Prezydent Urugwaju             | - 1873 José Eugenio Ellauri 1875 - 1875 Pedro Varela 1876                                                                                                  |
| Prezydent USA                  | - 1869 Ulysses Grant 1877 |
| Prezydent Wenezueli            | - 1870 Antonio Guzmán Blanco 1877 |
| Król Węgier                    | - 1848 Franciszek Józef I 1916 |
| Premier Węgier                 | - 1874 István Bittó 1875 - 1875 Béla Wenckheim 1875 - 1875 Kálmán Tisza 1890                                                                               |
| Monarcha Wielkiej Brytanii     | - 1837 Wiktoria 1901 |
| Premier Wielkiej Brytanii      | - 1874 Benjamin Disraeli 1880 |
| Cesarz Wietnamu                | - 1847 Tự Đức 1883 |
| Król Włoch                     | - 1861 Wiktor Emanuel II 1878 |

Rok 1875 / MDCCCLXXV
stulecia: XVIII wiek ~
XIX wiek ~
XX wiek

dziesięciolecia:
1840–1849 •
1850–1859 •
1860–1869 •
1870–1879
• 1880–1889
• 1890–1899
• 1900–1909

lata: 1865 «
1870 «
1871 «
1872 «
1873 «
1874 «
1875
» 1876
» 1877
» 1878
» 1879
» 1880
» 1885

## Wydarzenia w Polsce
- 14 stycznia – Bolesław Prus ożenił się z Oktawią Trembińską.
- 15 maja – uruchomiono linię kolejową Legnica-Żagań (dł. 74,41 km).
- 5 czerwca – założono Muzeum Przemysłu i Rolnictwa w Warszawie.
- 25 sierpnia – w Warszawie powstała Szkoła Techniczna Warszawsko-Wiedeńskiej Kolei Żelaznej, późniejsze Technikum Kolejowe.
- 2 września – otwarto tunel kolejowy w Długopolu-Zdroju.
- 18 listopada:
  - otwarto linię kolejową Chyrów-Stryj (dł. 100,17 km), należącą do Austriackich Kolei Państwowych.
  - Sokrat Starynkiewicz został prezydentem Warszawy.
- 23 listopada – polska premiera Aidy Giuseppe Verdiego (Warszawa).
- 10 grudnia – uruchomiono linię kolejową Poznań-Kluczbork (dł. 200,90 km).

- Utworzono Towarzystwo Naukowe w Toruniu (pierwsze TN na Pomorzu).
- Trwały prześladowania unitów w Królestwie Polskim.
- Duchowieństwo unickie diecezji chełmskiej wydało deklarację o przystąpieniu do Cerkwi prawosławnej (ostateczna likwidacja wyznania unickiego na terenach b. Królestwa Polskiego i ziemiach zabranych przez Rosję).
- W Królestwie Polskim utworzono przy sądach okręgowych gubernialne wydziały hipoteczne.
- Rozpoczęto prace przy odnawianiu Sukiennic w Krakowie.
- Zakończono budowę budynku I Liceum Ogólnokształcącego im. Juliusza Słowackiego w Elblągu.

## Wydarzenia na świecie
- 5 stycznia – otwarto Operę Paryską.
- 26 stycznia – Amerykanin George Green opatentował elektryczne wiertło dentystyczne.
- 2 marca – Béla Wenckheim został premierem Królestwa Węgier.
- 3 marca:
  - w Paryżu odbyła się prapremiera opery Carmen Georges’a Bizeta.
  - w Montrealu rozegrano pierwszy mecz hokeja na lodzie.
- 10 marca – Louis Buffet został premierem Francji.
- 29 marca – erupcja wulkanu Askja na Islandii.
- 10 kwietnia:
  - w Japonii ustanowiono Order Wschodzącego Słońca.
  - w kanadyjskiej prowincji Alberta założono Fort Calgary (od 1894 roku miasto Calgary).
- 8 maja – Charilaos Trikupis został premierem Grecji.
- 17 maja – w Louisville w stanie Kentucky odbył się pierwszy wyścig konny Kentucky Derby.
- 22 maja – Albert Barnes Steinberger został pierwszym premierem Samoa.
- 8 czerwca – francuski astronom Alphonse Borrelly odkrył planetoidę (146) Lucina.
- 19 czerwca – w Bośni i Hercegowinie wybuchło antytureckie powstanie.
- 25 sierpnia – kapitan Matthew Webb pierwszy raz w historii przebył wpław La Manche.
- 25 października – w Bostonie odbyło się prawykonanie I Koncertu fortepianowego b-moll Piotra Czajkowskiego.

- Guangxu został wybrany na cesarza Chin.
- Wielka Brytania odkupiła od władcy Egiptu jego udziały w Kanale Sueskim.
- Helena Bławatska założyła w Nowym Jorku Towarzystwo Teozoficzne.
- Powstanie Katolickiego Uniwersytetu Paryskiego (Institut Catholique).

## Urodzili się
- 9 stycznia – Stepan Tomasziwski, ukraiński historyk, publicysta, polityk (zm. 1930)
- 10 stycznia – Henryk Julian Gay, polski architekt i inżynier (zm. 1936)
- 13 stycznia – Alina Świderska, polska pisarka, tłumaczka (zm. 1963)
- 14 stycznia – Albert Schweitzer, niemiecki myśliciel, teolog protestancki, muzyk, lekarz, misjonarz i filozof (zm. 1965)
- 15 stycznia:
  - Józef Maria Fernández Sánchez, hiszpański lazarysta, męczennik, błogosławiony katolicki (zm. 1936)
  - Alojzy Variara, włoski misjonarz, błogosławiony katolicki (zm. 1923)
- 16 stycznia – Stanisław Garlicki, polski matematyk, chemik (zm. 1935)
- 27 stycznia – Eilert Falch-Lund, norweski żeglarz, medalista olimpijski (zm. 1960)
- 28 stycznia – Karol Juliusz Drac, polski wynalazca, konstruktor i badacz w dziedzinie fotografii barwnej (zm. 1906)
- 1 lutego – Jakub z Ghaziru, libański kapucyn, błogosławiony katolicki (zm. 1954)
- 2 lutego – Fritz Kreisler, austriacki skrzypek, kompozytor (zm. 1962)
- 5 lutego – Gonzalo Queipo de Llano, hiszpański generał (zm. 1951)
- 6 lutego – Julian Makowski, polski prawnik, dyplomata, wykładowca akademicki (zm. 1959)
- 9 lutego – Leon Pluciński, polski ziemianin, polityk, wicemarszałek Sejmu (zm. 1935)
- 10 lutego:
  - Kazimierz Kühn, polski działacz społeczny, Prezydent Płocka (zm. 1957)
  - Elvira Notari, włoska scenarzystka, reżyserka i producentka filmowa (zm. 1946)
- 16 lutego – Anna Tumarkin, rosyjska filozof, doktor filozofii (zm. 1951)
- 18 lutego – Erik Hartvall, fiński żeglarz, medalista olimpijski (zm. 1939)
- 20 lutego:
  - Bolesław Hryniewiecki, polski botanik, historyk botaniki i pedagog (zm. 1963)
  - Marie Marvingt, francuska pielęgniarka, lotniczka, sportsmenka, inicjatorka utworzenia latających ambulansów, pierwsza kobieta, która latała jako pilot bojowy (zm. 1963)
- 21 lutego:
  - Jeanne Calment, rekordzistka długości życia ludzkiego (zm. 1997)
  - Louis Huybrechts, belgijski żeglarz sportowy (zm. 1963)
- 24 lutego – Aleksander Mardkowicz, karaimski literat, wydawca i działacz społeczny (zm. 1944)
- 27 lutego:
  - Sperancja od Krzyża, hiszpańska karmelitanka misjonarka, męczennica, błogosławiona katolicka (zm. 1936)
  - Wojciech Tomaka, polski duchowny katolicki, biskup pomocniczy przemyski (zm. 1967)
- 3 marca – Cyryl Ratajski, polski polityk, prezydent Poznania, minister spraw wewnętrznych, podczas II wojny światowej delegat rządu emigracyjnego na kraj (zm. 1942)
- 7 marca – Maurice Ravel, kompozytor francuski (zm. 1937)
- 13 marca – Rodryg Aguilar Alemán, meksykański duchowny katolicki, męczennik, święty (zm. 1927)
- 22 marca – Adolf Martens, polski budowniczy (zm. 1939)
- 27 marca – Rudolf Pilát, czeski taternik, alpinista, działacz wspinaczkowy i numizmatyk (zm. 1946)
- 3 kwietnia – Wincenty Hermanowski, polski samorządowiec, prezydent Białegostoku (zm. 1947)
- 4 kwietnia – Kazimierz Prószyński, polski wynalazca, pionier światowej kinematografii (zm. 1945)
- 5 kwietnia – Celestyn Rydlewski, polski lekarz, major (zm. 1940)
- 12 kwietnia – Stanisław Adamski, polski duchowny katolicki, biskup katowicki (zm. 1967)
- 16 kwietnia – Aleksander Mogilnicki, polski prawnik (zm. 1956)
- 25 kwietnia – Maria Alvarado Cardozo, wenezuelska zakonnica, założycielka augustianek Najświętszego Serca Jezusa, błogosławiona katolicka (zm. 1967)
- 20 maja:
  - Hendrik Offerhaus, holenderski wioślarz (zm. 1953)
  - Stanisław Osiecki, polski polityk, poseł na Sejm i senator RP, minister reform rolnych oraz przemysłu i handlu, wicemarszałek Sejmu (zm. 1967)
- 30 maja – Giovanni Gentile, włoski filozof (zm. 1944)
- 6 czerwca – Thomas Mann, pisarz niemiecki (zm. 1955)
- 9 czerwca – Henry Hallett Dale, angielski fizjolog i biochemik, noblista (zm. 1968)
- 15 czerwca – Witold Ostrowski, polski działacz społeczny, prezydent Krakowa (zm. 1942)
- 16 czerwca – Aleksander Maciesza, polski lekarz, antropolog, Prezydent Płocka (zm. 1945)
- 28 czerwca – Henri Lebesgue, francuski matematyk (zm. 1941)
- 3 lipca – Ferdinand Sauerbruch, niemiecki chirurg, pionier torakochirurgii (zm. 1951)
- 7 lipca – Maria Sojkowa, polska działaczka narodowa i społeczna, członkini Rady Narodowej Księstwa Cieszyńskiego (zm. 1944)
- 10 lipca – Edmund Clerihew Bentley, brytyjski poeta (zm. 1956)
- 15 lipca – Charles Mallory Hatfield, amerykański "zaklinacz deszczu" (zm. 1958)
- 21 lipca – Charles Gondouin, francuski rugbysta, medalista olimpijski (zm. 1947)
- 26 lipca – Carl Gustav Jung, szwajcarski psycholog i psychiatra (zm. 1961)
- 27 lipca – Theodorus van Roosmalen, holenderski duchowny katolicki, wikariusz apostolski Gujany Holenderskiej (zm. 1957)
- 30 lipca – Anicet Kopliński, polski kapucyn, męczennik, błogosławiony katolicki (zm. 1941)
- 31 lipca – Edvin Hagberg, szwedzki żeglarz, olimpijczyk (zm. 1947)
- 2 sierpnia – Helena Romer-Ochenkowska, polska prozaiczka, publicystka, działaczka społeczna (zm. 1947)
- 9 sierpnia – Albert Ketèlbey, brytyjski kompozytor, dyrygent, pianista (zm. 1959)
- 11 sierpnia – Ignacy Boerner, polski polityk, minister poczt i telegrafów (zm. 1933)
- 16 sierpnia – Franciszek Bujak, polski historyk dziejów gospodarczych i społecznych (zm. 1953)
- 22 sierpnia – Maria Dowmuntowa, polska aktorka (zm. 1951)
- 30 sierpnia – Otokar Chlup, czeski pedagog (zm. 1965)
- 1 września – Edgar Rice Burroughs, amerykański pisarz, twórca cyklu książek o przygodach Tarzana (zm. 1950)
- 3 września:
  - Ignacy Manteuffel, polski prawnik, polityk, wojewoda kielecki (zm. 1927)
  - Ferdinand Porsche, konstruktor samochodów (zm. 1951)
- 9 września – Michał Woźniak, polski duchowny katolicki, męczennik, błogosławiony (zm. 1942)

- 15 września – Kazimierz Ignacy Sosnowski, polski nauczyciel, krajoznawca, działacz turystyczny (zm. 1954)

- 17 września – John Holmes Overton, amerykański polityk, senator ze stanu Luizjana (zm. 1948)
- 22 września – Mikalojus Konstantinas Čiurlionis, litewski kompozytor, malarz i grafik (zm. 1911)
- 24 września – Helena Stattler, polska matematyk, pedagog, autorka podręczników szkolnych, działaczka niepodległościowa i oświatowa (zm. 1955)
- 2 października – Maksymilian Paradystal, polski działacz niepodległościowy i oficer, odznaczony Orderem Virtuti Militari (zm. 1929)
- 6 października – Arthur Allers, norweski żeglarz, medalista olimpijski (zm. 1961)
- 8 października – Lawrence Doherty, brytyjski tenisista (zm. 1919)
- 12 października – Aleister Crowley, angielski poeta i pisarz, alpinista, szachista, filozof (zm. 1947)
- 23 października:
  - Gilbert Newton Lewis, amerykański fizyk, chemik (zm. 1946)
  - Carl Thaulow, norweski żeglarz, medalista olimpijski (zm. 1942)
- 29 października - Anastasija Bicenko, rosyjska rewolucjonistka (zm. 1938)
- 9 listopada – Marcelina Rościszewska, polska działaczka niepodległościowa, pedagog (zm. 1949)
- 10 listopada – Hansi Niese, austriacka aktorka (zm. 1934)
- 18 listopada – Adela Comte-Wilgocka, polska śpiewaczka operowa (sopran), pedagog (zm. 1960)
- 19 listopada – Hiram Bingham III, amerykański odkrywca, polityk, senator ze stanu Connecticut (zm. 1956)
- 24 listopada – Xawery Dunikowski, pedagog, rzeźbiarz i malarz (zm. 1964)
- 25 listopada – Konrad Koziczinski, niemiecki taternik (zm. ?)
- 27 listopada – Władysław Orkan, polski pisarz (zm. 1930)
- 30 listopada – Otto Strandman, estoński premier i naczelnik państwa (zm. 1941)
- 3 grudnia – Bernard Lichtenberg, proboszcz katedry berlińskiej, błogosławiony, męczennik reżimu hitlerowskiego (zm. 1943)
- 4 grudnia – Rainer Maria Rilke, austriacki poeta i powieściopisarz, przedstawiciel symbolizmu (zm. 1926)
- 5 grudnia – Michał Milewski, polski generał (zm. 1935)
- 6 grudnia – Jarogniew Drwęski, polski działacz narodowy, prezydent Poznania (zm. 1921)
- 7 grudnia – Mieczysław Bilski, polski prawnik, działacz państwowy II Rzeczypospolitej, wojewoda kielecki (zm. 1939)
- 12 grudnia:
  - Maria Giuliani, włoska misjonarka, męczennica, święta katolicka (zm. 1900)
  - Mieczysław Kaplicki, polski lekarz, polityk, prezydent Krakowa (zm. 1959)
  - Gerd von Rundstedt, niemiecki feldmarszałek z czasów II wojny światowej (zm. 1953)
- 17 grudnia – Jan Michalski, polski inżynier, polityk, minister aprowizacji, prezydent Radomia (zm. po 1934)
- 19 grudnia – Mileva Marić, serbska matematyczka i fizyczka, pierwsza żona Alberta Einsteina (zm. 1948)
- 21 grudnia: 
  - Paweł Bienias, polski ludwisarz, działacz polonijny, właściciel ziemski (zm. 1934)
  - Halvor Møgster, norweski żeglarz, medalista olimpijski (zm. 1950)
- 25 grudnia – Theodor Innitzer, austriacki duchowny katolicki, kardynał, arcybiskup Wiednia (zm. 1955)
- 30 grudnia – Jean-Guy Gautier, francuski rugbysta, medalista olimpijski (zm. 1938)
- 31 grudnia:
  - Wacław Bajkowski, polski adwokat, polityk, prezydent Lublina (zm. 1941)
  - Wojciech Owczarek, polski duchowny katolicki, biskup pomocniczy włocławski (zm. 1938)

- data dzienna nieznana: 
  - Teresa Chen Jinjie, chińska męczennica, święta katolicka (zm. 1900)
  - Jehuda Lejb Majmon, izraelski polityk (zm. 1962)
  - Jan Ventura Solsona, hiszpański duchowny katolicki, męczennik, błogosławiony (zm. 1936)
  - Jan Wang Kuixin, chiński męczennik, święty katolicki (zm. 1900)

## Zmarli
- 3 stycznia – Pierre Larousse, francuski pisarz, gramatyk, leksykograf i wydawca (ur. 1817)
- 6 stycznia – płk Piotr Wysocki, przywódca spisku, który doprowadził do wybuchu powstania listopadowego (ur. 1797)
- 20 stycznia – Jean-François Millet, francuski malarz (ur. 1814)
- 22 lutego – Jean Baptiste Camille Corot, francuski malarz (ur. 1796)
- 7 marca – John Edward Gray, brytyjski zoolog (ur. 1800)
- 20 marca – January Suchodolski, polski malarz batalista okresu romantyzmu (ur. 1797)
- 28 marca – Abraham Faure, południowoafrykański dziennikarz, działacz społeczny, duchowny protestancki (ur. 1795)
- 2 kwietnia – Franciszek Coll, hiszpański dominikanin, założyciel Dominikanek od Zwiastowania NMP, święty katolicki (ur. 1812)
- 29 maja – Maciej Wołonczewski (lit. Motiejus Valančius), pisarz, historyk, etnograf, biskup żmudzki (ur. 1801)
- 2 czerwca – Józef Kremer, polski polihistor, filozof, estetyk, historyk sztuki, prekursor psychologii (ur. 1806)
- 3 czerwca – Georges Bizet, francuski kompozytor (ur. 1838)
- 9 czerwca – Karol Libelt, polski filozof, działacz polityczny i społeczny, prezes Poznańskiego Towarzystwa Przyjaciół Nauk (ur. 1807)
- 14 czerwca – Heinrich Louis d’Arrest, niemiecki astronom (ur. 1822)
- 14 lipca – Guillaume Henri Dufour, szwajcarski inżynier, kartograf, generał (ur. 1787)
- 23 lipca – Isaac Merritt Singer, amerykański wynalazca współczesnej maszyny do szycia (ur. 1811)
- 31 lipca – Andrew Johnson, 17. prezydent USA (ur. 1808)
- 3 sierpnia – Agenor Romuald Gołuchowski, arystokrata polski, galicyjski hrabia, austriacki polityk konserwatywny, minister spraw wewnętrznych Austrii (ur. 1812)
- 4 sierpnia – Hans Christian Andersen, duński bajkopisarz (ur. 1805)
- 10 października – Aleksiej Konstantinowicz Tołstoj, rosyjski poeta i dramatopisarz (ur. 1817)
- 6 listopada – Wojciech Stattler, polski malarz (ur. 1800)
- 17 listopada – Achille Ginoulhiac, arcybiskup Lyonu (ur. 1806)
- 9 grudnia – Aleksander Stryjeński, polski inżynier wojskowy i cywilny, kartograf (ur. 1803)
- 24 grudnia – Gotthold Christian Clausnitzer, niemiecki duchowny luterański, pierwszy proboszcz parafii Ewangelicko-Augsburskiej w Katowicach (ur. 1810)

- data dzienna nieznana: 
  - Wojtek Mateja, ostatni tatrzański zbójnik grasujący na terenie Tatr i Podhala

## Święta ruchome
- Tłusty czwartek: 4 lutego
- Ostatki: 9 lutego
- Popielec: 10 lutego
- Niedziela Palmowa: 21 marca
- Wielki Czwartek: 25 marca
- Wielki Piątek: 26 marca
- Wielka Sobota: 27 marca
- Wielkanoc: 28 marca
- Poniedziałek Wielkanocny: 29 marca
- Wniebowstąpienie Pańskie: 6 maja
- Zesłanie Ducha Świętego: 16 maja
- Boże Ciało: 27 maja